# Anathallis minima
Anathallis minima är en orkidéart som först beskrevs av Charles Schweinfurth, och fick sitt nu gällande namn av Carlyle August Luer. Anathallis minima ingår i släktet Anathallis och familjen orkidéer. Inga underarter finns listade i Catalogue of Life.